# Marie Ann Salas
Marie Ann Salas Gorboi (Santiago, Chile, 1985) es una modelo chilena y exreina de belleza, que se ostentó el título Miss Internacional Chile 2007, Miss Tourism Queen Internacional Chile 2008 y Miss Continentes Unidos 2008
Representó a Chile en Miss Internacional 2007 en Tokio (Japón) en octubre de 2007, cuando clasificó al Top 15. Antes de entrar al concurso nacional para Miss Internacional 2007, participó en el concurso Miss Universo Chile 2006, pero no pudo seguir en competencia por sufrir un accidente a caballo. La ganadora en esa ocasión fue Belén Montilla.

## Miss Tourism Queen International
En abril de 2008, representó a su país en el concurso Miss Reina Internacional del Turismo, realizado en Zhengzhou (China), donde logró clasificar en el séptimo puesto entre las 15 finalistas.
| Predecesor: Francisca Valenzuela (2004) | Miss Internacional Chile 2007               | Sucesor: Tanya del Solar (2010) |
| Predecesor: Carla Carrasco Gezán        | Miss Tourism Queen International Chile 2008 | Sucesor: TBA                    |